# Acacia sensu lato
Acacia s.l. (pronunciado /əˈkeɪʃə/ o  /əˈkeɪsiə/), conocida comúnmente como mimosa, acacia, thorntree o wattle, babul [India/hindi] es un género polifilético de arbustos y árboles pertenecientes a la subfamilia Mimosoideae de la familia Fabaceae. Fue descrito por el botánico sueco Carl Linnaeus en 1773 a partir de la especie africana Acacia nilotica. Muchas especies no australianas tienden a ser espinosas, mientras que la mayoría de las acacias australianas no lo son. Todas las especies tienen vainas, y la savia y las hojas suelen contener grandes cantidades de taninos y taninos condensados que históricamente se han utilizado como productos farmacéuticos y conservantes.
El género Acacia constituye, en su circunspección tradicional, el segundo género más grande de Fabaceae. (Astragalus es el más grande), con aproximadamente 1.300 especies, de las cuales unas 960 son nativas de Australia, y el resto están repartidas por las regiones tropicales a templado-cálidas de ambos hemisferios, incluyendo Europa, África, el sur de Asia y América (véase Anexo:Especies de Acacia). El género se dividió en cinco géneros separados bajo la tribu "Acacieae". El género ahora llamado Acacia representa la mayoría de las especies australianas y unas pocas nativas del sudeste asiático, Reunión y las islas del Pacífico. La mayoría de las especies fuera de Australia, y un pequeño número de especies australianas, se clasifican en Vachellia y Senegalia. Los dos últimos géneros, Acaciella y Mariosousa, contienen cada uno alrededor de una docena de especies de América (pero véase más adelante "Clasificación" para el debate en curso sobre su taxonomía).

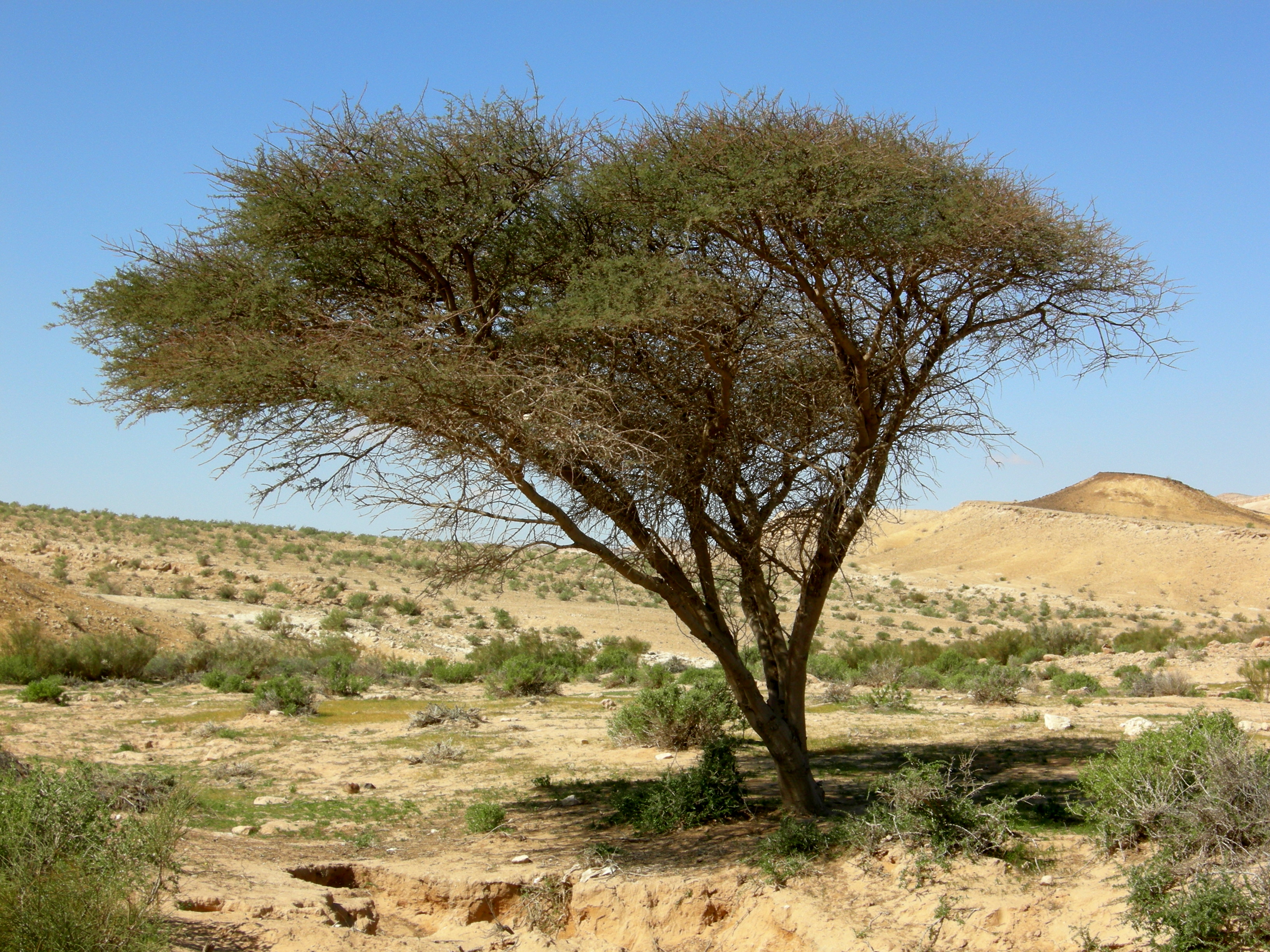
Acacia cerca del límite de su área de distribución en el desierto del Néguev, al sur de Israel.

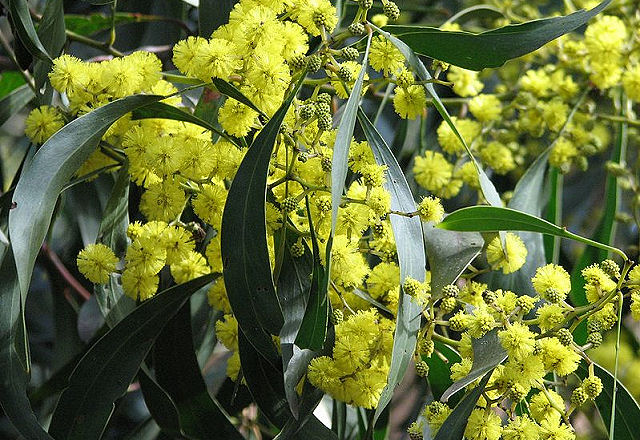
Acacia dorada (Acacia pycnantha), el emblema floral de Australia

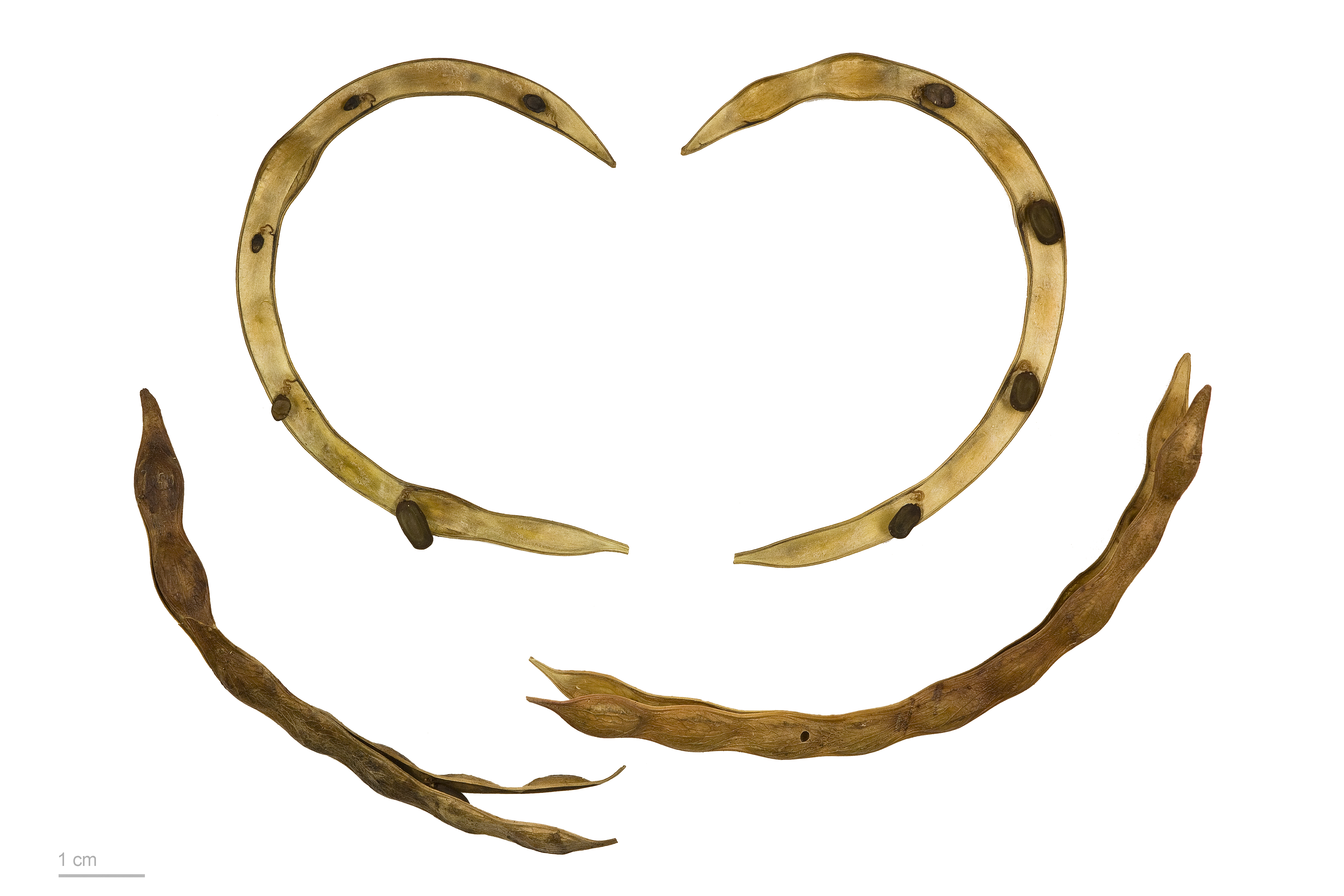
Vainas de semillas de especies de Acacia del MHNT

## Clasificación
El botánico y jardinero inglés Philip Miller adoptó el nombre de Acacia en 1754. El nombre genérico deriva de ἀκακία (akakia), el nombre dado por el botánico-físico griego Pedanius Dioscorides (mediados-finales del siglo I) al árbol medicinal A. nilotica en su libro Materia Medica. Este nombre deriva de la palabra griega antigua que designa sus características espinas, ἀκίς (akis; "espina"). Linnaeus dio el nombre de especie nilotica a la zona de distribución más conocida de este árbol a lo largo del río Nilo. Se convirtió en la especie tipo del género.
La circunscripción tradicional de Acacia llegó a contener unas 1.300 especies. Sin embargo, empezaron a acumularse pruebas de que el género, tal y como estaba descrito, no era monofilético. El botánico de Queensland Les Pedley propuso que el subgénero Phyllodineae pasara a llamarse Racosperma y publicó los nombres binomiales. Esta propuesta fue adoptada en Nueva Zelanda, pero en general no fue seguida en Australia, donde los botánicos declararon que era necesario realizar más estudios.
Eventualmente se llegó al consenso de que Acacia debía dividirse, ya que no era monofilética. Esto llevó a los botánicos australianos Bruce Maslin y Tony Orchard a impulsar la retipificación del género con una especie australiana en lugar de la especie tipo africana original, una excepción a las normas tradicionales de prioridad que requería la ratificación del Congreso Botánico Internacional. Esa decisión ha sido controvertida y el debate continuó, con algunos taxónomos (y muchos otros biólogos) decidiendo seguir utilizando la circunscripción tradicional Acacia sensu lato del género, desafiando las decisiones de un Congreso Botánico Internacional. Sin embargo, un segundo Congreso Botánico Internacional ha confirmado la decisión de aplicar el nombre Acacia a las plantas mayoritariamente australianas, que algunos habían estado llamando Racosperma, y que habían formado la abrumadora mayoría de Acacia sensu lato. Continúa el debate sobre las acacias tradicionales de África, posiblemente situadas en Senegalia y Vachellia, y algunas de las especies americanas, posiblemente situadas en Acaciella y Mariosousa.
Las acacias pertenecen a la subfamilia Mimosoideae, cuyos principales clados pueden haberse formado en respuesta a las tendencias de desecación y a los regímenes de incendios que acompañaron al aumento de la estacionalidad durante el Oligoceno tardío y el Mioceno temprano (~25 mya). Pedley (1978), siguiendo a Vassal (1972), consideró que Acacia comprendía tres grandes subgéneros, pero posteriormente (1986) elevó el rango de estos grupos a los géneros Acacia, Senegalia (s.l.) y Racosperma, lo que fue respaldado por estudios genéticos posteriores.
En el lenguaje común, el término "acacia" se aplica ocasionalmente a especies del género Robinia, que también pertenece a la familia de los guisantes. Robinia pseudoacacia, una especie americana conocida localmente como langosta negra, se denomina a veces "falsa acacia" en los cultivos del Reino Unido y de toda Europa.

## Descripción

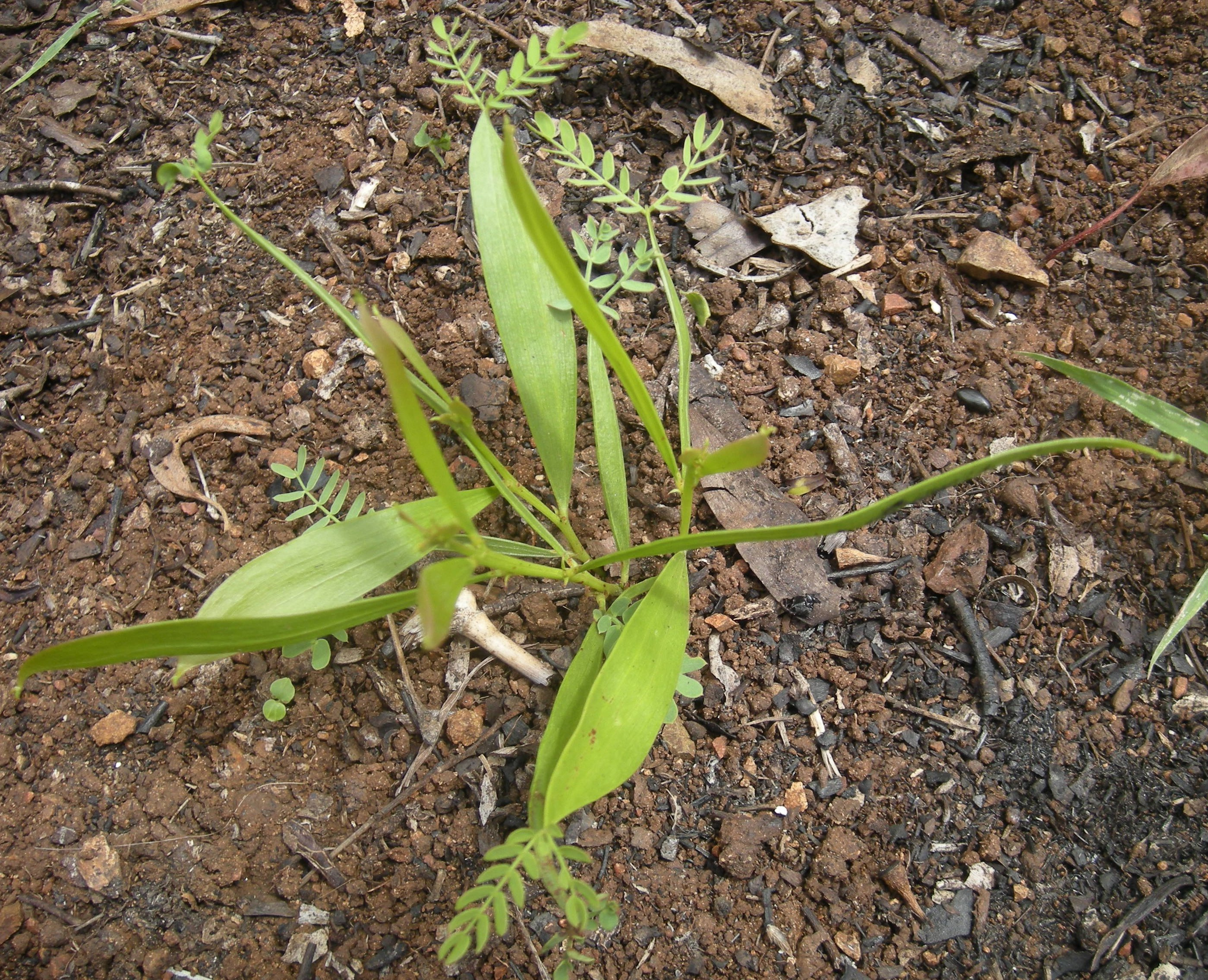
Plántula de Acacia fasciculifera en la fase de transición entre hojas pinnadas y filodios

En general, las hojas de las acacias son pinnadas compuestas. Sin embargo, en algunas especies, sobre todo en las australianas y las de las islas del Pacífico, los foliolos se suprimen y los pecíolos se aplanan verticalmente para cumplir la función de hojas. Se denominan "filodios" y su orientación vertical los protege de la luz solar intensa, ya que con sus bordes hacia el cielo y la tierra no interceptan la luz tan plenamente como las hojas colocadas horizontalmente. Algunas especies (como la Acacia glaucoptera) carecen por completo de hojas o filodios, pero poseen cladodios, tallos fotosintéticos modificados parecidos a hojas que funcionan como hojas.
Las pequeñas flores tienen cinco pétalos muy pequeños, casi ocultos por los largos estambres, y se disponen en racimos densos, globulares o cilíndricos; son de color amarillo o crema en la mayoría de las especies, blanquecinas en algunas, o incluso púrpuras (Acacia purpureopetala) o rojas (Acacia leprosa 'Scarlet Blaze'). Las flores de la Acacia se distinguen de las de un gran género emparentado, la Albizia, por sus estambres, que no están unidos en la base. Además, a diferencia de las flores individuales de Mimosa, las de Acacia tienen más de diez estambres.
Las plantas suelen tener espinas, especialmente las especies que crecen en regiones áridas. Éstas a veces representan ramas que se han vuelto cortas, duras y punzantes, aunque otras veces representan estípulas foliares. La Acacia armata es la espina de canguro de Australia, y la Acacia erioloba (sin. Acacia eriolobata) es la espina de camello de África.
Las semillas de Acacia pueden ser difíciles de germinar. Las investigaciones han descubierto que sumergir las semillas a varias temperaturas (normalmente en torno a los 80 °C) y astillar manualmente la cubierta de la semilla puede mejorar el crecimiento en torno al 80%.

## Simbiosis

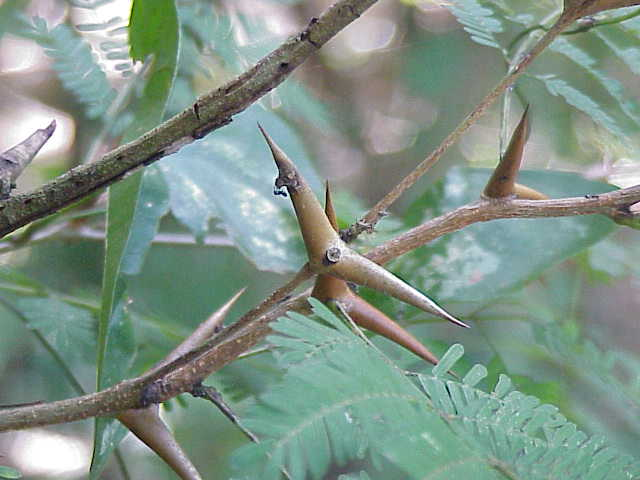
Estípulas de Acacia collinsii

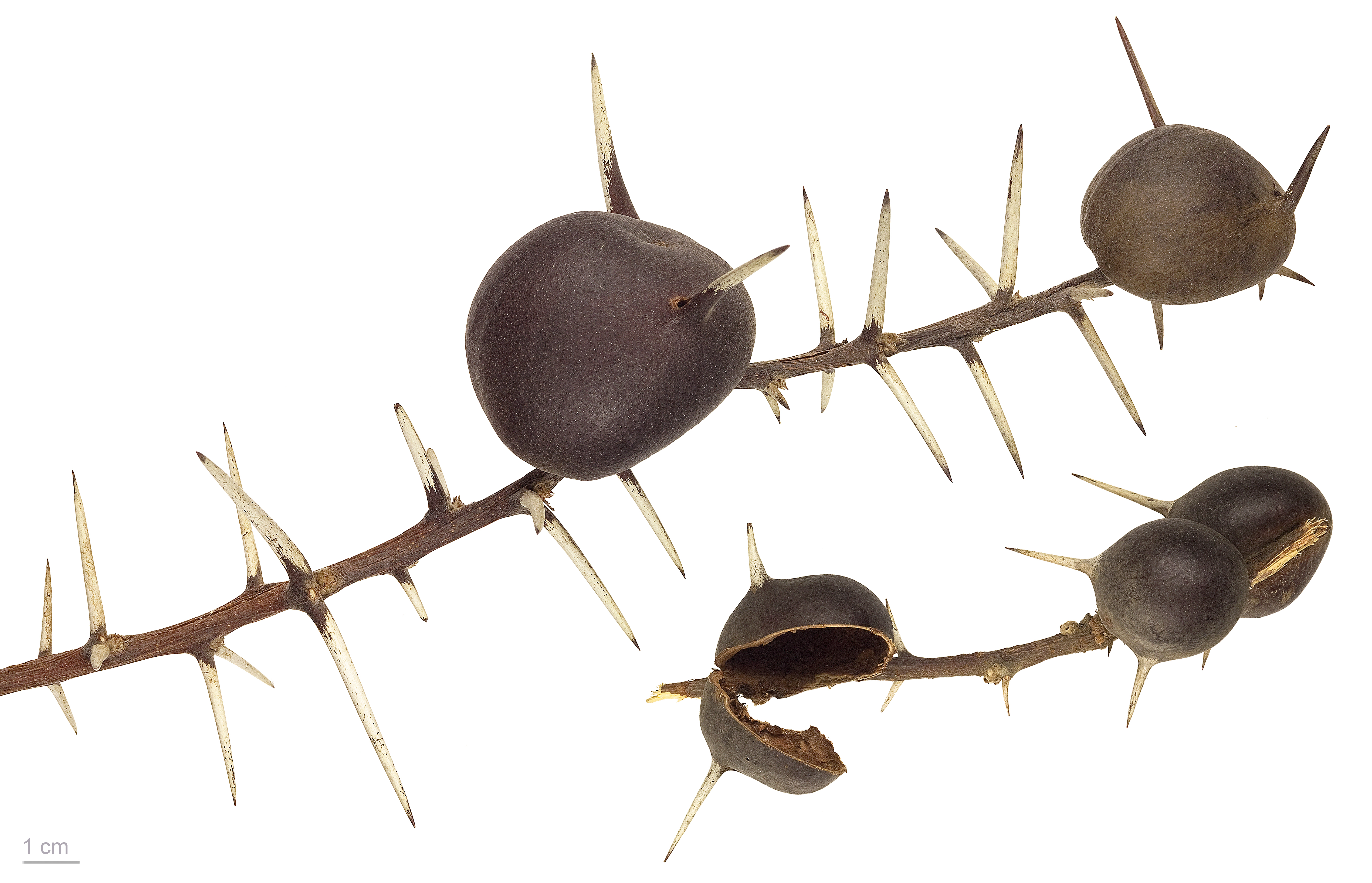
Estípulas hinchadas de Acacia drepanolobium que sirven de domacio para las hormigas. Puede verse un orificio de entrada en la base de una de las espinas de los domacios más grandes. Del MHNT

En las acacias espinosas centroamericanas —Acacia sphaerocephala, Acacia cornigera y Acacia collinsii— algunas de las estípulas espinosas son grandes, hinchadas y huecas. En ellas se refugian varias especies de hormigas Pseudomyrmex, que se alimentan de nectarios extraflorales en el tallo de la hoja y de pequeños cuerpos alimenticios ricos en lípidos en las puntas de los foliolos, llamados cuerpos beltianos. A cambio, las hormigas protegen a la planta de los herbívoros. Algunas especies de hormigas también eliminan las plantas competidoras alrededor de la acacia, cortando las hojas de las plantas ofensivas con sus mandíbulas y, en última instancia, matándolas. Otras especies de hormigas asociadas no parecen hacer nada para beneficiar a sus huéspedes.
Existen mutualismos similares con las hormigas en las acacias de África, como la acacia drepanolobium. Las acacias proporcionan refugio a las hormigas en estípulas hinchadas similares y néctar en nectarios extraflorales para sus hormigas simbióticas, como Crematogaster mimosae. A su vez, las hormigas protegen la planta atacando a los grandes mamíferos herbívoros y a los escarabajos perforadores del tallo que la dañan.
La araña Bagheera kiplingi, predominantemente herbívora, que se encuentra en América Central y México, se alimenta de nudos en las puntas de las hojas de acacia, conocidos como cuerpos beltianos, que contienen altas concentraciones de proteínas. Estos nudos son producidos por la acacia en el marco de una relación simbiótica con ciertas especies de hormigas, que también se alimentan de ellos.

## Plagas
En Australia, las larvas de las polillas hepialidas del género Aenetus, entre las que se encuentra A. ligniveren, utilizan a veces las especies de Acacia como plantas alimenticias. Éstas excavan horizontalmente en el tronco y luego verticalmente hacia abajo. Otras larvas de lepidópteros que se han registrado alimentándose de Acacia incluyen la cola parda, Endoclita malabaricus y Agrotis segetum. Las larvas de algunas polillas de la familia bucculatricidae también se alimentan de Acacia; Bucculatrix agilis se alimenta exclusivamente de Acacia horrida y Bucculatrix flexuosa se alimenta exclusivamente de Acacia nilotica.
Las acacias contienen una serie de compuestos orgánicos que las defienden de las plagas y de los animales de pastoreo.

## Usos

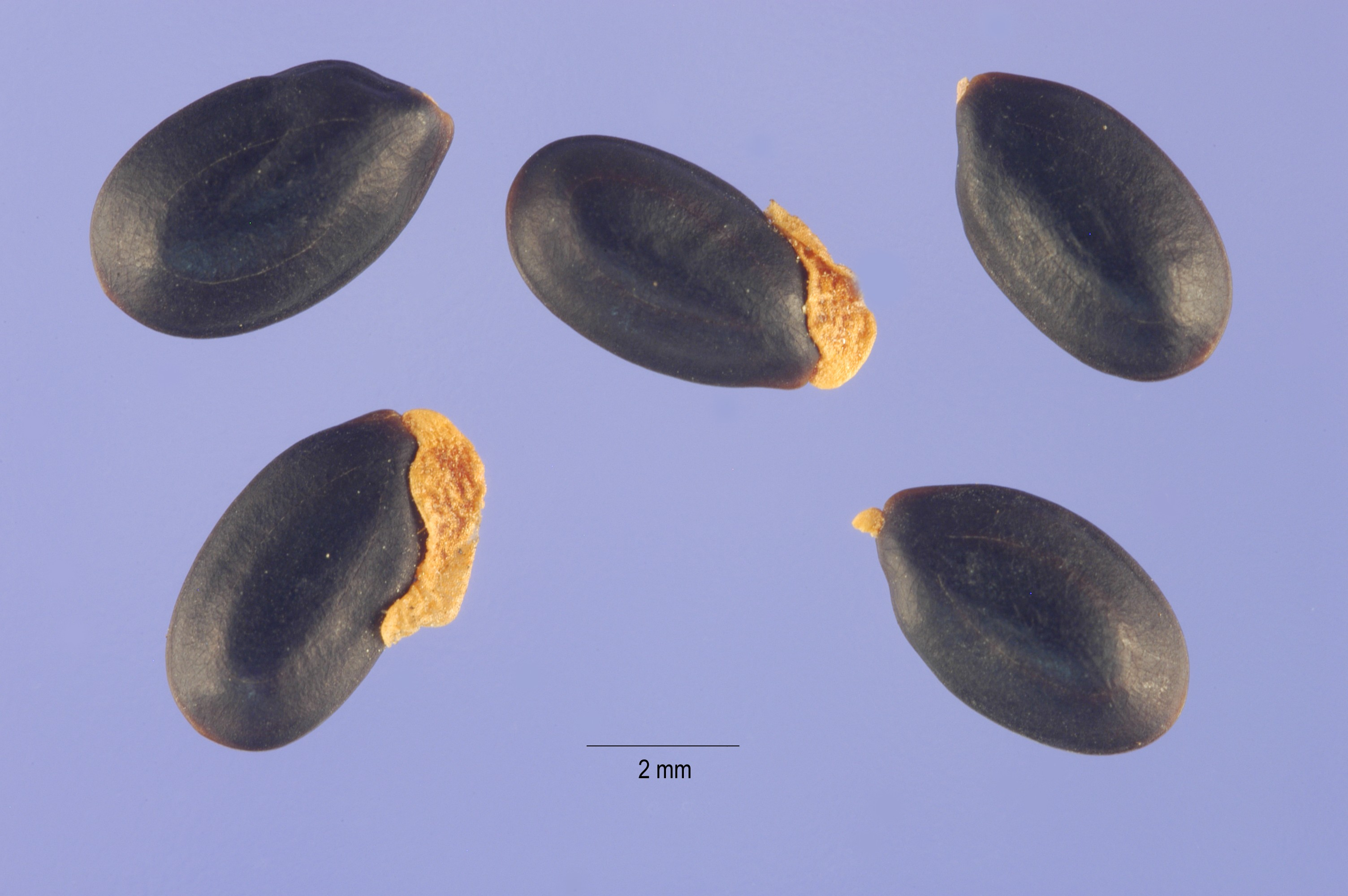
Semillas de Acacia dealbata

### Uso como alimento humano
Las semillas de Acacia se utilizan a menudo como alimento y para otros productos diversos.
En Myanmar, Laos y Tailandia, los brotes plumosos de Acacia pennata (nombre común cha-om, ชะอม y su pout ywet en birmano) se utilizan en sopas, curry, tortillas y salteados.

### Goma

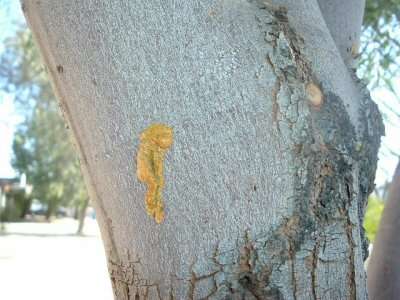
Savia, de la que se puede hacer goma, rezumando de un árbol de Acacia en Phoenix, Arizona.

Varias especies de acacia producen goma. La verdadera goma arábiga es el producto de la Acacia senegal, abundante en el África occidental tropical seca, desde Senegal hasta el norte de Nigeria.
La Acacia nilotica (sin. Acacia arabica) es el árbol de la goma arábiga de la India, pero produce una goma inferior a la verdadera goma arábiga. La goma arábiga se utiliza en una gran variedad de productos alimenticios, incluidos algunos refrescos y dulces.
Los antiguos egipcios utilizaban la goma de acacia en pinturas.
La goma de la Acacia xanthophloea y la Acacia karroo tiene un alto contenido en azúcar y es buscada por el galago. La goma de Acacia karroo se utilizaba antiguamente en repostería y se comercializaba con el nombre de "goma del Cabo". También se utilizaba con fines medicinales para tratar el ganado envenenado por especies de Moraea.

### Usos en medicina popular
Las especies de Acacia tienen posibles usos en la medicina tradicional. Un texto médico etíope del siglo XIX describe una poción elaborada con una especie etíope (conocida como grar) mezclada con la raíz de la tacha, y luego hervida, como cura para la rabia.
De varias especies, pero sobre todo de Senegalia catechu (syn. Acacia catechu), se obtiene un medicamento astringente rico en taninos, llamado catechu o cutch, hirviendo la madera y evaporando la solución para obtener un extracto. El extracto de A. catechu figura en la historia de la química al dar nombre a las familias químicas de la catequina, el catecol y la catecolamina, que finalmente se derivaron de él.

### Usos ornamentales
Algunas especies se cultivan ampliamente como ornamentales en jardines; la más popular quizá sea la A. dealbata (acacia plateada), con sus atractivas hojas de color glauco a plateado y sus flores de color amarillo brillante; se conoce erróneamente como "mimosa" en algunas zonas donde se cultiva, por confusión con el género afín Mimosa.
Otra acacia ornamental es el árbol de la fiebre. Los floristas del sur de Europa utilizan A. baileyana, A. dealbata, A. pycnantha y A. retinodes como flores cortadas y allí el nombre común para ellas es mimosa.
Las especies ornamentales de acacias también son utilizadas por los propietarios de viviendas y arquitectos paisajistas para la seguridad del hogar. Las afiladas espinas de algunas especies disuaden a los intrusos y pueden evitar robos si se plantan bajo las ventanas y cerca de los desagües. Las características estéticas de las acacias, junto con sus cualidades para la seguridad en el hogar, las convierten en una alternativa razonable a las vallas y muros construidos.

Acacia farnesiana

### Perfume
La acacia farnesiana se utiliza en perfumería por su fuerte fragancia. El uso de la acacia como fragancia se remonta a siglos atrás.

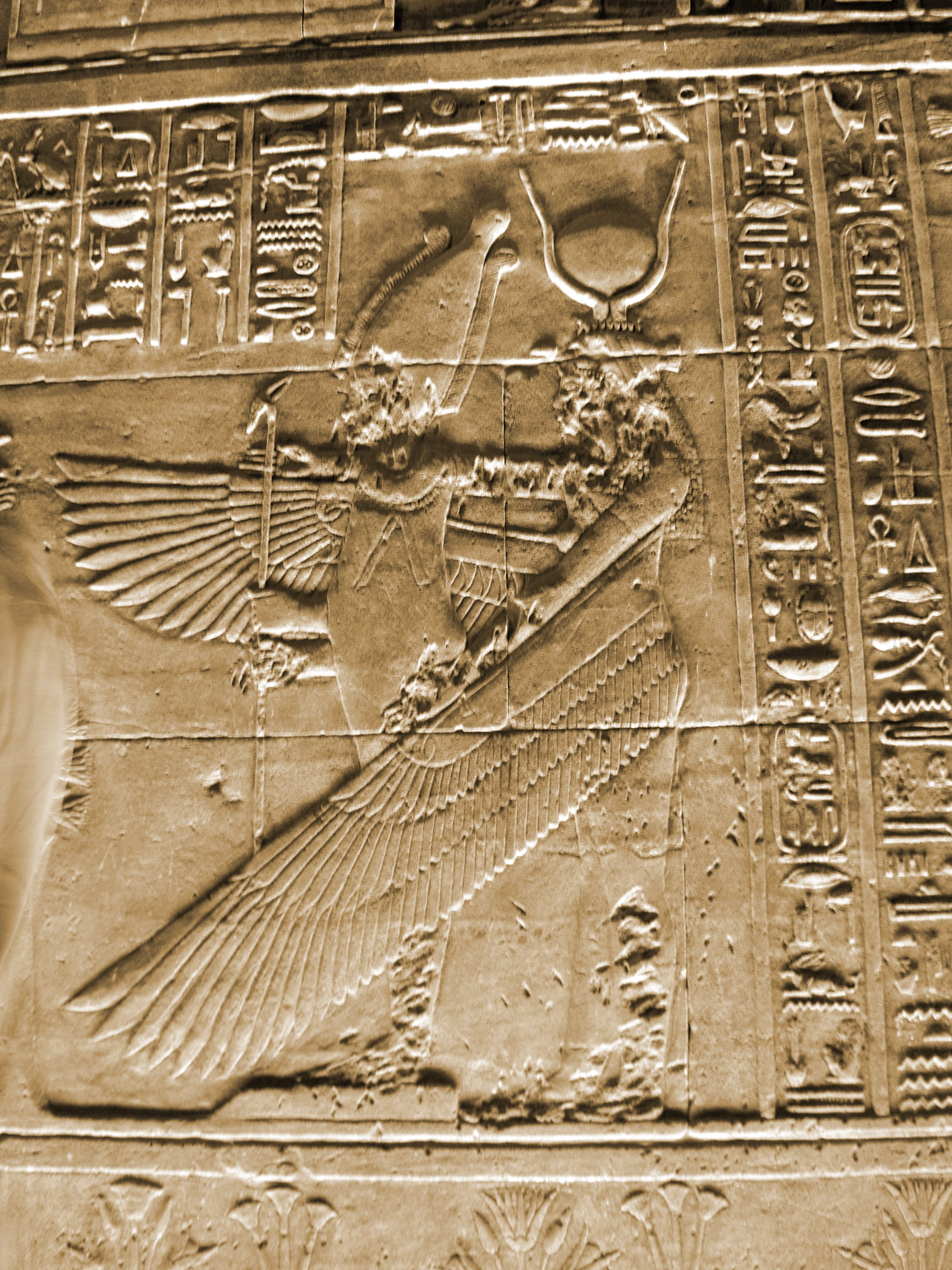
La diosa egipcia Isis

### Simbolismo y rituales
La mitología egipcia ha asociado la acacia con características del árbol de la vida, como en el Mito de Osiris e Isis.
Varias partes (principalmente la corteza, la raíz y la resina) de las especies de Acacia se utilizan para fabricar incienso para rituales. La acacia se utiliza en incienso principalmente en India, Nepal y China, incluida su región del Tíbet. Se cree que el humo de la corteza de acacia mantiene alejados a demonios y fantasmas y pone de buen humor a los dioses. Las raíces y la resina de la acacia se combinan con rododendro, acorus, cytisus, salvia y otros componentes del incienso. Tanto a las personas como a los elefantes les gusta una bebida alcohólica elaborada con frutos de acacia. Según el Diccionario Bíblico de Easton, la acacia puede ser la "zarza ardiente" (Éxodo 3:2) que Moisés encontró en el desierto. Además, cuando Dios instruyó a Moisés para construir el Tabernáculo, le dijo que "hiciera un arca" y "una mesa de madera de acacia" (Éxodo 25:10 y 23, Versión Estándar Revisada de la Biblia). Además, en la tradición cristiana, se cree que la corona de espinas de Cristo se tejió con acacia.
La acacia se utilizaba para las cuentas iziQu (o isiKu) de los guerreros zulúes, que pasaron de Robert Baden-Powell al premio de formación insignia de madera del movimiento scout.
En Rusia, Italia y otros países, es costumbre obsequiar a las mujeres con mimosas amarillas (entre otras flores) el Día Internacional de la Mujer (8 de marzo). Estas "mimosas" pueden proceder de A. dealbata (acacia mimosa).
En 1918, May Gibbs, la popular autora infantil australiana, escribió el libro "Wattle Babies", en el que un narrador en tercera persona describe la vida de unos habitantes imaginarios de los bosques australianos (el "bush"). Los protagonistas son los Wattle Babies, unos seres diminutos que parecen flores de acacia y que interactúan con diversas criaturas del bosque. Gibbs escribió: "Los Wattle Babies son el sol del Bush. En invierno, cuando el cielo está gris y todo el mundo parece frío, se ponen sus ropas más amarillas y salen, porque tienen un corazón muy alegre". Gibbs se refería a la abundancia de acacias que florecen en agosto en Australia, en pleno invierno del hemisferio sur.

### Tanino
La corteza de varias especies australianas, conocidas como wattles, es muy rica en tanino y constituye un importante artículo de exportación; entre las especies importantes se encuentran A. pycnantha (wattle dorado), A. decurrens (wattle bronceado), A. dealbata (wattle plateado) y A. mearnsii (wattle negro).
Este último se cultiva en plantaciones de Sudáfrica y Sudamérica. Las vainas de A. nilotica (llamadas neb-neb) y de otras especies africanas también son ricas en taninos y las utilizan los curtidores. En Yemen, la principal sustancia tánica se obtenía de las hojas del salam (Acacia etbaica), árbol conocido localmente con el nombre de qaraẓ (garadh). Una solución de baño de las hojas machacadas de este árbol, en la que se había introducido cuero crudo para un remojo prolongado, tardaba sólo 15 días en curarse. Sin embargo, había que cambiar el agua y las hojas al cabo de siete u ocho días y dar la vuelta al cuero todos los días.

### Madera

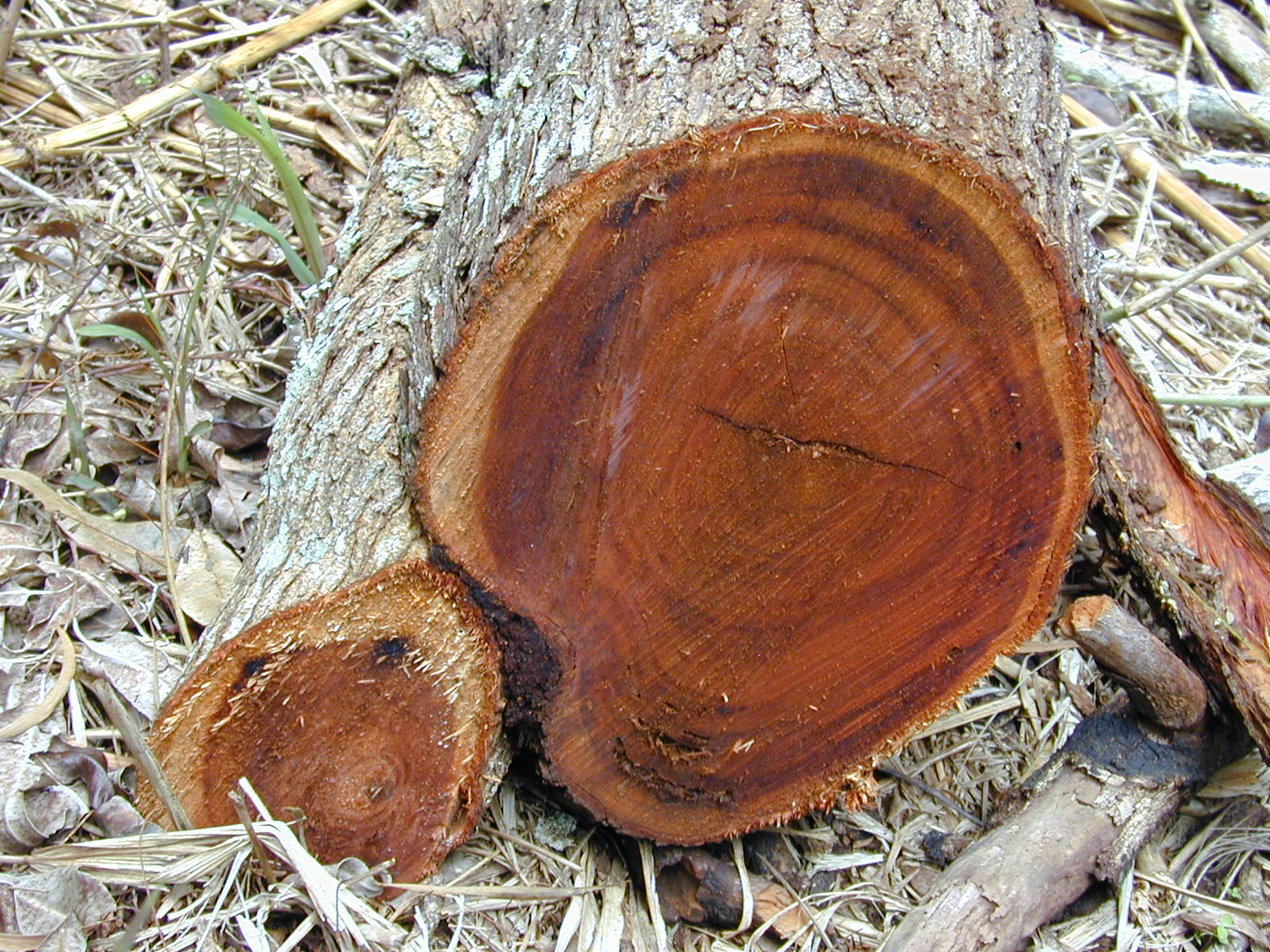
Madera de Acacia koa

Algunas especies de Acacia son valiosas como madera, como la A. melanoxylon (madera negra) de Australia, que alcanza un gran tamaño; su madera se utiliza para muebles, y tiene un alto pulido; y la A. omalophylla (madera de myall, también australiana), que produce una madera fragante utilizada para ornamentos. Se cree que A. seyal es el árbol shittah de la Biblia, que proporcionaba madera shittim. Según el Libro del Éxodo, se utilizó en la construcción del Arca de la Alianza. El A. koa de las islas Hawai y el A. heterophylla de la Reunión son excelentes árboles madereros. Dependiendo de su abundancia y de la cultura regional, algunas especies de Acacia (por ejemplo, A. fumosa) se utilizan tradicionalmente a nivel local como leña. También se utiliza para hacer casas para diferentes animales.

### Papel

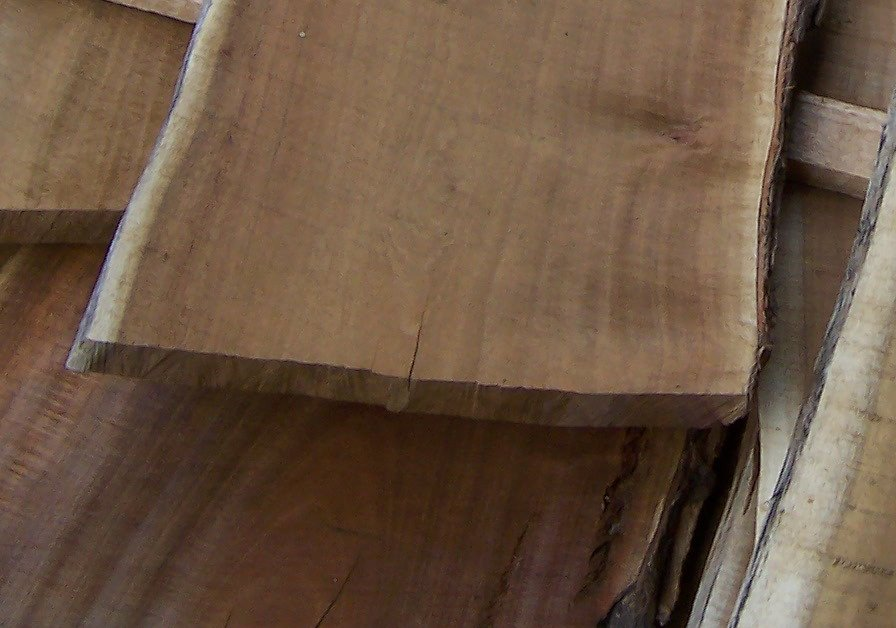
Madera de A. heterophylla

En Indonesia (principalmente en Sumatra) y en Malasia (principalmente en Sabah), se están estableciendo plantaciones de A. mangium para suministrar madera pulpable a la industria papelera.
La madera pulpable de acacia proporciona una gran opacidad y un gramaje inferior a la media para el papel. Es adecuada para papeles offset ligeros utilizados en biblias y diccionarios. También se utiliza en el papel tisú, donde mejora la suavidad.

### Recuperación de tierras
Las acacias pueden plantarse para controlar la erosión, especialmente después de daños causados por la minería o la construcción.

## Invasión ecológica
Por las mismas razones por las que es favorecida como planta de control de la erosión, con su fácil propagación y resistencia, algunas variedades de acacia son especies potencialmente invasoras. Al menos catorce especies de Acacia introducidas en Sudáfrica están catalogadas como invasoras, debido a su propagación naturalmente agresiva. Una de las acacias invasoras más importantes a escala mundial es la acacia negra A. mearnsii, que se está apoderando de praderas y zonas agrícolas abandonadas en todo el mundo, especialmente en regiones costeras e insulares moderadas donde el clima suave favorece su propagación. La Evaluación de Riesgos de Malas Hierbas de Australia/Nueva Zelanda le otorga una calificación de "alto riesgo, puntuación de 15" y se considera una de las 100 especies más invasoras del mundo. Deberían realizarse estudios ecológicos exhaustivos antes de introducir más variedades de acacia, ya que este género de rápido crecimiento, una vez introducido, se propaga rápidamente y es extremadamente difícil de erradicar.

## Fitoquímica

### Glucósidos cianogénicos
Diecinueve especies diferentes de Acacia en América contienen glucósidos cianogénicos que, si se exponen a una enzima que desdobla específicamente los glucósidos, pueden liberar cianuro de hidrógeno (HCN) en las "hojas". Esto provoca a veces la muerte por envenenamiento del ganado.
Si el material vegetal fresco produce espontáneamente 200 ppm o más de HCN, entonces es potencialmente tóxico. Esto corresponde a unos 7,5 μmol de HCN por gramo de material vegetal fresco. Resulta que, si las "hojas" de acacia carecen de la enzima específica que divide los glucósidos, entonces pueden ser menos tóxicas que de otro modo, incluso aquellas que contienen cantidades significativas de glucósidos cianídicos.
Algunas especies de Acacia que contienen cianógenos son Acacia erioloba, A. cunninghamii, A. obtusifolia, A. sieberiana y A. sieberiana var. woodii.

## Acacias célebres
El Arbre du Ténéré, en Níger, era el árbol más aislado del mundo, a unos 400 km de cualquier otro árbol. El árbol fue derribado por un camionero en 1973.
En Nairobi (Kenia), el Thorn Tree Café debe su nombre a la espina de Naivasha (Acacia xanthophloea) que hay en su centro. Los viajeros solían clavar notas a otros en las espinas del árbol. El árbol actual es el tercero de la misma variedad.

## Lectura adicional
- Clement, B.A.; Goff, C.M.; Forbes, T.D.A. (1998). «Toxic Amines and Alkaloids from Acacia rigidula». Phytochemistry (en inglés) 49 (5): 1377-1380. Bibcode:1998PChem..49.1377C. doi:10.1016/s0031-9422(97)01022-4.
- Schindler, Jason R.; Fulbright, Timothy E.; Forbes, T.D.A (2004). «Long-term effects of roller chopping on antiherbivore defenses in three shrub species». Journal of Arid Environments (en inglés) 56 (1): 181-192. Bibcode:2004JArEn..56..181S. doi:10.1016/S0140-1963(03)00020-X.
- Shulgin, Alexander and Ann, TiHKAL the Continuation. Transform Press, 199, ISBN 978-0-9630096-9-27 (en inglés).